# EIFV
EIFV (Egyptian Infantry Fighting Vehicle) は、1990年代に開発されたエジプト陸軍向けの歩兵戦闘車である。IFVL (Infantry Fighting Vehicle Light) の呼称でも知られる。
EIFVは、アメリカ製のM113装甲兵員輸送車の車体を延長し、M2ブラッドレー歩兵戦闘車の砲塔を搭載したものである。

## 概要
EIFVの開発はエジプト国防省と契約を結んだユナイテッド・ディフェンス社(現在のBAE システムズ・ランド・アンド・アーマメンツ)によって行われた。
元々この車両はユナイテッド・ディフェンス社がM113シリーズの改修モデルとして検討していたMTVL (Mobile Tactical Vehicle Light) シリーズの車種の一つである"IFVL"として計画されていたもので、エジプト陸軍はM113シリーズを計2,650両、また発展型のAIFVシリーズを1,200両程度運用しており、EIFVはこれらの後継車種および既存車両の改修プログラムとして提案されたもので、具体的な開発は1995年に行われ、試作車両は1996年に完成した。エジプト陸軍による性能試験は1997年に完了した。
EIFVは3名の乗員 (砲塔内に2名、操縦手1名)に加え、6ないし7名の兵士の搭乗が可能である。兵士は車体後部の大型ハッチから昇降可能で、これはM113およびM2と同様である。車体構造もベースとなったM113およびM2と同様、アルミニウム製で、これに鋼鉄製の増加装甲を装着する事が可能となっている。車体デザインも元になったM113とほとんど同じであるが、車体が延長されており、M113の片側5個の転輪が片側6個に変更されている点が相違点である。尚、転輪が6個になっている点は元になったMTVLシリーズに共通する特徴でもある。
エンジンは出力400hpのデトロイトディーゼル製6V53TIAターボチャージャー付空冷ディーゼルエンジンを搭載し、パワーとしてもM113の275hpとM2の600hpの間に相当する。
武装としてはM2ブラッドレーの砲塔をそのまま搭載しているため、M2と同様にM242 ブッシュマスター25mm機関砲、BGM-71 TOW対戦車ミサイルを装備している。TOWミサイルはランチャー内の2発の他、4発を車内に搭載可能となっている。
EIFVの改造コストは1台当たり約31万USドルとされており、これはM2ブラッドレー1台の購入価格の約1/10という非常に低価格なものとなっている。

## 運用
EIFVの生産および運用については、1,200両程度が生産されたとする資料がある一方、これは誤った情報であり実際には量産配備されず、試作のみに留まったとするものもある。実際のところ、エジプト陸軍でEIFVが量産配備され運用されている写真は確認されていない。エジプト陸軍が元々運用していたAIFVも、ほぼ同じような構造で、同じ口径のエリコン製25mm機関砲を搭載していることから、AIFVをEIFVと誤認した結果として、EIFVが1,000両以上配備されたとされている可能性もある。またエジプト陸軍としても、結果的にEIFVの性能がAIFVと大きく変わらないことから、EIFVの量産配備を見送ったとも推測される。